# Только для немцев

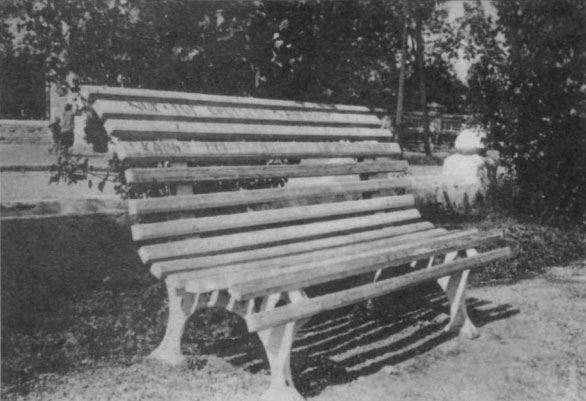
Скамейка с надписью «Nur für Deutsche», Таганрог, СССР. 1942

Только для немцев или Только для арийцев (нем. Nur für Deutsche, Nur für Arier) — слоган, националистическая надпись, размещаемая во времена Второй мировой войны в нацистской Германии и в оккупированных ей странах. Надпись размещалась в общественных транспортных средствах, кафе, парках, кинотеатрах и т. д. и обозначала, что данные места публичного посещения предназначены только для лиц немецкого происхождения. Остальному населению оккупированных стран строго запрещалось посещение публичных мест с данной надписью.
Надпись, являвшаяся одним из элементов расовой политики нацистской Германии, употреблялась в основном в восточноевропейских странах с большинством не-немецкого населения и предназначалась для расовой сегрегации местного населения. Как правило, первые вагоны трамваев и поездов резервировались для перевозки германской оккупационной и военной администрации, германских военнослужащих, членов НСДАП и немецкого гражданского населения. В некоторых местах публичного посещения, предприятиях общественного питания и развлечения также размещалась данная надпись, уведомляющая о том, что данные были предназначены только для немцев.

## Польша
В Варшаве в вагонах трамвая линии 0 размещалась аналогичная надпись «Dla nie-Niemców wzbronione» (Для ненемцев запрещено).
Польское сопротивление использовало данную надпись как один из элементов пропаганды, размещая её на кладбищах и уличных столбах.

## Галерея

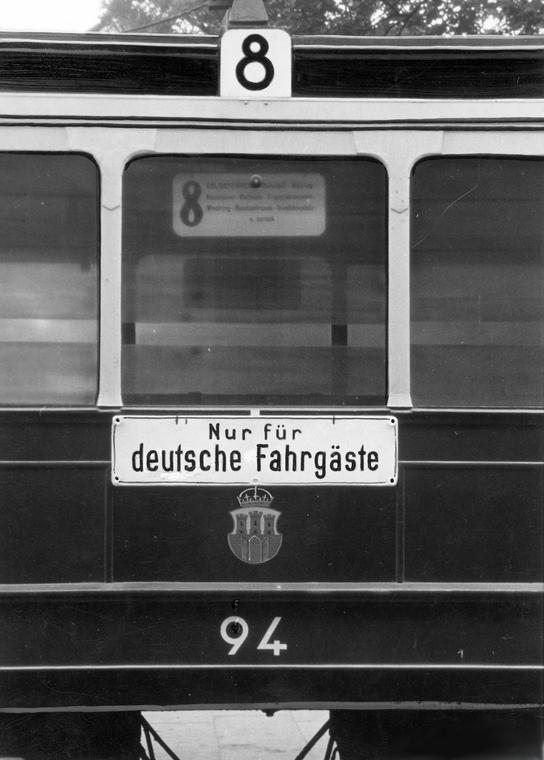
Надпись «Nur für Deutsche» на вагоне краковского трамвая
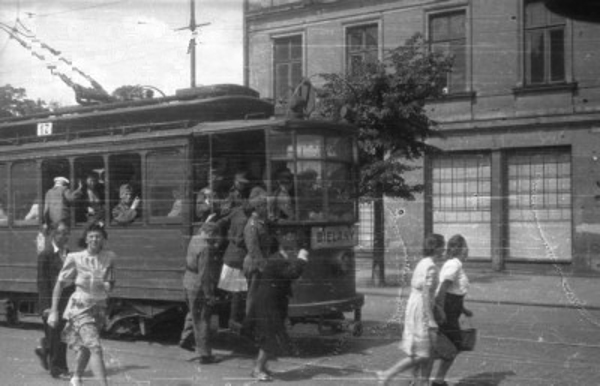
Трамвай с надписью «Nur für Deutsche», Варшава, 1944 г.
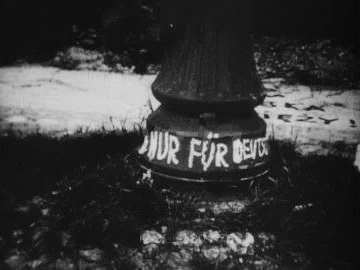
Надпись «Nur für Deutsche» на уличном столбе